# Пулемётовка
Пулемётовка (каз. Пулеметовка) — село в районе Магжана Жумабаева Северо-Казахстанской области Казахстана. Входит в состав Тамановского сельского округа. Код КАТО — 593675200.

## Население
В 1999 году население села составляло 212 человек (98 мужчин и 114 женщин). По данным переписи 2009 года, в селе проживало 190 человек (89 мужчины и 101 женщина).

## Известные уроженцы
- Кириленко, Мария Ивановна — Герой Социалистического Труда.